# Lei Moret

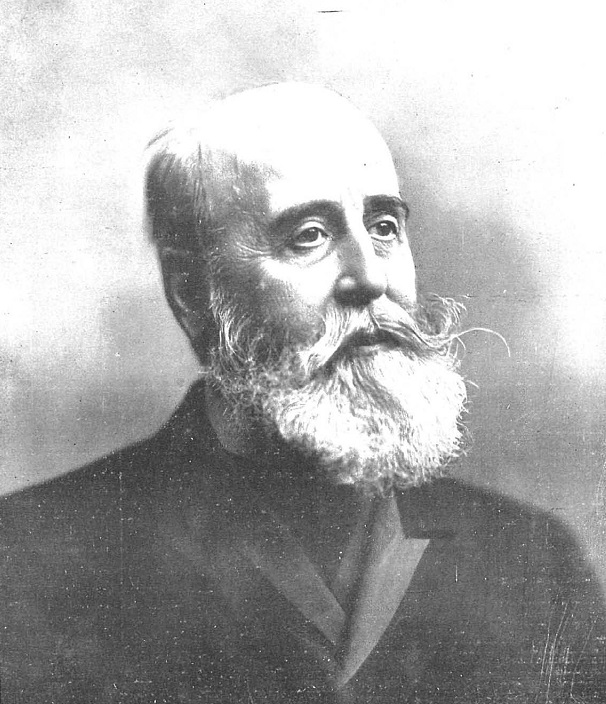
Segismundo Moret, ministro dos Territórios Ultramarinos da Espanha à época da Lei Moret (1870).

A Lei Moret foi uma lei implementada pela Espanha, em 4 de julho de 1870, instituindo a liberdade do ventre de todas as mulheres escravizadas em Cuba, Porto Rico e demais territórios coloniais caribenhos, tornando livres, assim, seus filhos desde a concepção, além de outros dispositivos emancipatórios.
Foi assim nomeada em homenagem a Segismundo Moret, que era o Ministro dos Territórios Ultramarinos da Espanha na época. Esta lei implementou um modelo de abolição gradual da escravidão nas colônias espanholas, sendo a primeira lei emancipacionista do Império Espanhol, servindo de exemplo, em certa medida, à Lei do Ventre Livre, que libertou o ventre das escravizadas brasileiras a partir de 1871, e à Lei dos Sexagenários, que libertou os escravizados brasileiros com mais de 60 anos de idade a partir de 1885.

## Antecedentes

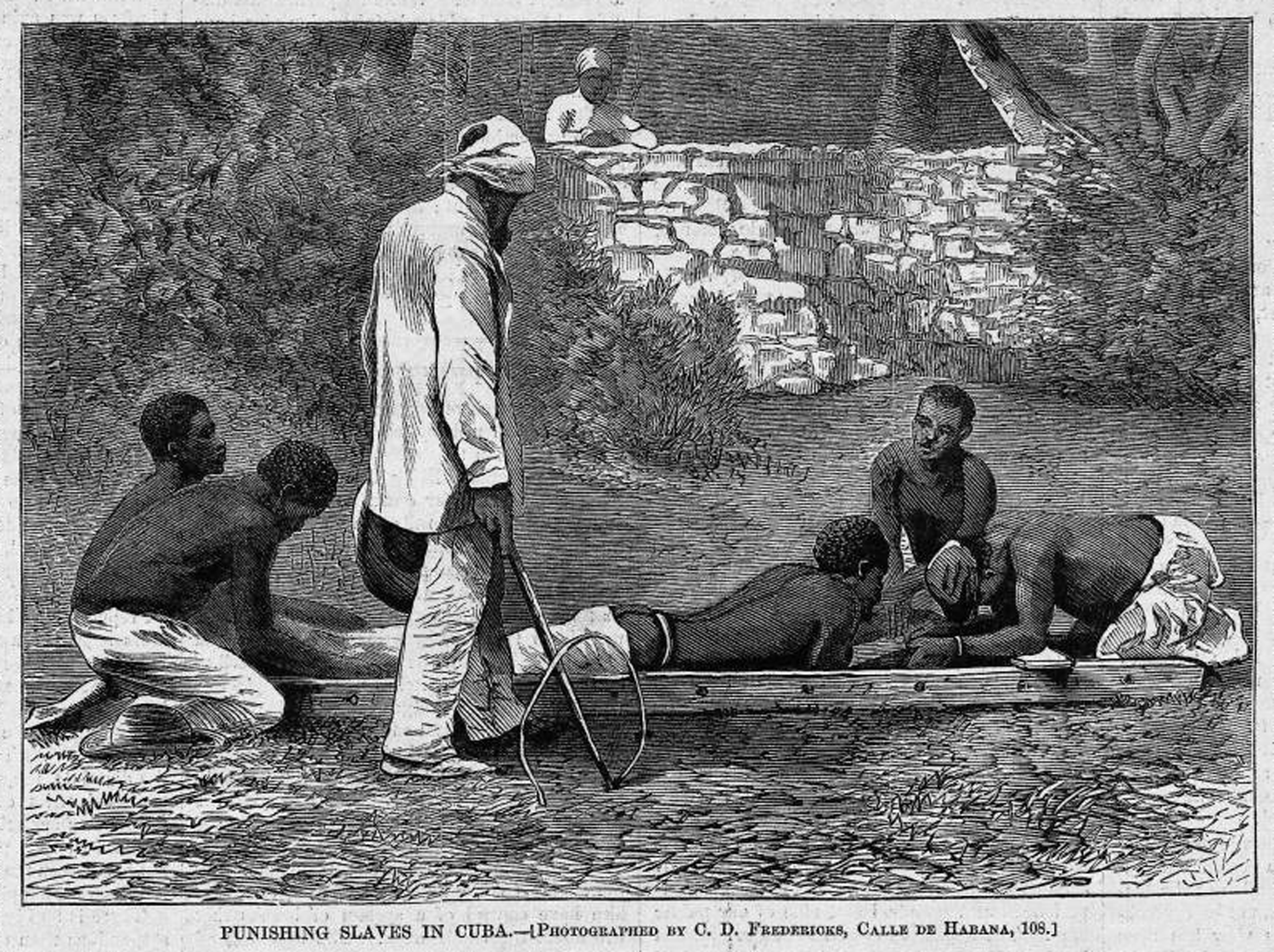
Escravizados sendo punidos em Cuba (1868).

A América Latina e o Sul dos Estados Unidos foram um dos últimos redutos da escravidão nas Américas, mas após a Guerra de Secessão, em 1865, a opinião internacional passou a pressionar a Espanha para que acabasse com a escravidão em suas possessões. A escravidão, de fato, nunca foi formalmente abolida na própria Espanha, mas gradualmente declinou para a insignificância no início de meados do século XIX. A Lei Moret foi aprovada em 4 de julho de 1870 para aplicação em Cuba e depois em Porto Rico, com outras colônias seguindo. O governo espanhol também tinha como objetivo aplacar os movimentos de independência em suas colônias.

## Princípios
A lei concedeu liberdade a crianças nascidas de mães escravizadas após 18 de setembro de 1868, uma data escolhida para homenagear a revolução liberal que varreu a Espanha naquele ano. A Lei Moret foi feita não apenas para conceder um "útero livre" para mulheres escravizadas, mas também para garantir que as crianças não fossem separadas de suas mães se tivessem menos de 14 anos. Também libertou escravizados que serviram no Exército Espanhol (particularmente aqueles que lutaram na Guerra dos Dez Anos em Cuba), escravizados com mais de 60 anos (junto com aqueles que completaram 60 anos depois) e escravizados que eram de propriedade do governo espanhol. O governo, por sua vez, indenizou os proprietários por cada escravizado emancipado sob a Lei Moret. Porém, a escravidão em geral seria abolida de forma definitiva em Porto Rico somente em 1873, e em Cuba, finalmente, em 1886.

## Consequências
Em março de 1878, estimava-se que 31.071 pessoas haviam sido libertadas pela aplicação direta da lei em Cuba, além de 61.766 nascidos desde sua promulgação. Ou seja, um total de 103.683 pessoas. Entretanto, a maior parte da população negra (aproximadamente 227.000 pessoas) permaneceu na escravidão.
Em 1879, o número geral de escravizados em Porto Rico foi reduzido em um terço, para cerca de 200.000, principalmente como resultado da mortalidade, mas também devido à interrupção da reposição natural e de outros efeitos da lei.